# Maoshan Shanmai
Maoshan Shanmai (kinesiska: 茅山山脉) är en bergskedja i Kina. Den ligger i provinsen Jiangsu, i den östra delen av landet, omkring 59 kilometer sydost om provinshuvudstaden Nanjing.
Maoshan Shanmai sträcker sig 35 km i nord-sydlig riktning. Den högsta punkten är 32 768 meter över havet.
Topografiskt ingår följande toppar i Maoshan Shanmai:
- Damao Feng
- Fang Shan
- Ma Shan
- Yaji Shan

Genomsnittlig årsnederbörd är 1 331 millimeter. Den regnigaste månaden är juli, med i genomsnitt 251 mm nederbörd, och den torraste är december, med 37 mm nederbörd.